# Кумлекуль
Кумлеку́ль (рос. Кумлекуль, башк. Ҡомлокүл) — село у складі Уфимського району Башкортостану, Росія. Входить до складу Красноярської сільської ради.
Населення — 748 осіб (2010; 746 у 2002).
Національний склад:
- татари — 91 %